# At Sixes And Sevens
At Sixes And Sevens - debiutancki album studyjny norweskiej grupy muzycznej Sirenia. Wydawnictwo ukazało się 21 maja 2002 roku nakładem wytwórni muzycznej Napalm Records.

## Lista utworów
Opracowano na podstawie materiału źródłowego.
1. "Meridian" - 06:20
2. "Sister Nightfall" - 05:37
3. "On The Wane" - 06:37
4. "In A Manica" - 06:03
5. "At Sixes And Sevens" - 06:44
6. "Lethargica" - 05:30
7. "Manic Aeon" - 06:27
8. "A Shadow Of Your Own Self" - 05:55
9. "In Sumerian Haze" - 04:39

## Twórcy
Opracowano na podstawie materiału źródłowego.
- Fabienne Gondamin - wokal prowadzący
- Morten Veland - produkcja muzyczna, aranżacje, muzyka, słowa, wokal, gitara rytmiczna, gitara prowadząca, gitara basowa, instrumenty klawiszowe, programowanie, perkusja
- Jan Kenneth Barkved - wokal
- Kristian Gundersen - wokal
- Damien Surian, Emilie Lesbros, Hubert Piazzola, Johanna Giraud - chór
- Terje Refsnes - produkcja muzyczna, inżynieria dźwięku
- Mika Jussila - mastering
- Pete Johansen - skrzypce
- Tor Søreide Design - oprawa graficzna
- Petter Hegre - zdjęcia
- Emile Ashley - zdjęcia

## Wydania
| Rok  | Nr katalogowy              | Format           | Wytwórnia                | Region   | źródło |
| ---- | -------------------------- | ---------------- | ------------------------ | -------- | ------ |
| 2002 | NPR 105, SPV 085-24222     | CD, Album        | Napalm Records, SPV GmbH | Austria  | [ 3 ]  |
| 2002 | HEL0134                    | CD, Album        | Hellion Records          | Brazylia | [ 3 ]  |
| 2002 | NPR 105 LTD, SPV 087-24220 | CD, Album, Ltd   | Napalm Records, SPV GmbH | Austria  | [ 3 ]  |
| 2002 | NPR 105, SPV 085-24222     | CD, Album, Promo | Napalm Records, SPV GmbH | Austria  | [ 3 ]  |